# Девилс-Тауэр
«Де́вилс-Та́уэр», или «Ба́шня дья́вола», или «Башня Дьявола» (англ. Devils Tower National Monument) — памятник природы в долине реки Белл-Фурш на территории штата Вайоминг, США. Представляет собой монолит вулканического происхождения высотой 1558 м над уровнем моря (386 м над речной долиной) и относительной высотой 265 м. Является первым объектом, который был признан «национальным монументом» США, получив свой статус от президента Теодора Рузвельта 24 сентября 1906 года.
«Башня дьявола» образовалась из магматического расплава, который поднялся из глубин Земли и застыл в виде шестигранных колонн (см. Ячейки Бенара). Возраст наиболее древних геологических отложений, представленных на территории памятника природы, оценивается от 195 до 225 миллионов лет. Вмещающие породы представлены тёмно-красными песчаниками, алевритами со сланцевыми прослойками.

## В кинематографе
- Гора фигурирует в фильме Стивена Спилберга «Близкие контакты третьей степени» (1977) — именно здесь происходит контакт с пришельцами, а уменьшенную копию башни строит у себя дома один из главных героев.
- «Башня дьявола» снята также в киноленте Грега Моттолы «Пол: Секретный материальчик» (2011).